# Austrogomphus
Austrogomphus is een geslacht van libellen (Odonata) uit de familie van de rombouten (Gomphidae). De wetenschappelijke naam werd voor het eerst geldig gepubliceerd in 1854 door Michel Edmond de Selys Longchamps. Het geslacht komt voor in Australië.

## Soorten
Austrogomphus omvat 15 soorten:
- Austrogomphus amphiclitus (Selys, 1873)
- Austrogomphus angeli Tillyard, 1913
- Austrogomphus arbustorum Tillyard, 1906
- Austrogomphus australis Dale in Selys, 1854
- Austrogomphus bifurcatus Tillyard, 1909
- Austrogomphus collaris Hagen in Selys, 1854
- Austrogomphus cornutus Watson, 1991
- Austrogomphus divaricatus Watson, 1991
- Austrogomphus doddi Tillyard, 1909
- Austrogomphus guerini (Rambur, 1842)
- Austrogomphus mjobergi Sjöstedt, 1917
- Austrogomphus mouldsorum Theischinger, 1999
- Austrogomphus ochraceus (Selys, 1869)
- Austrogomphus prasinus Tillyard, 1906
- Austrogomphus pusillus Sjöstedt, 1917